# Formel Libre
Formel Libre är en racingform där tävlingsbilar från olika klasser, märken och ålder tävlar mot varandra.

## Grand Prix racing 1928-1933

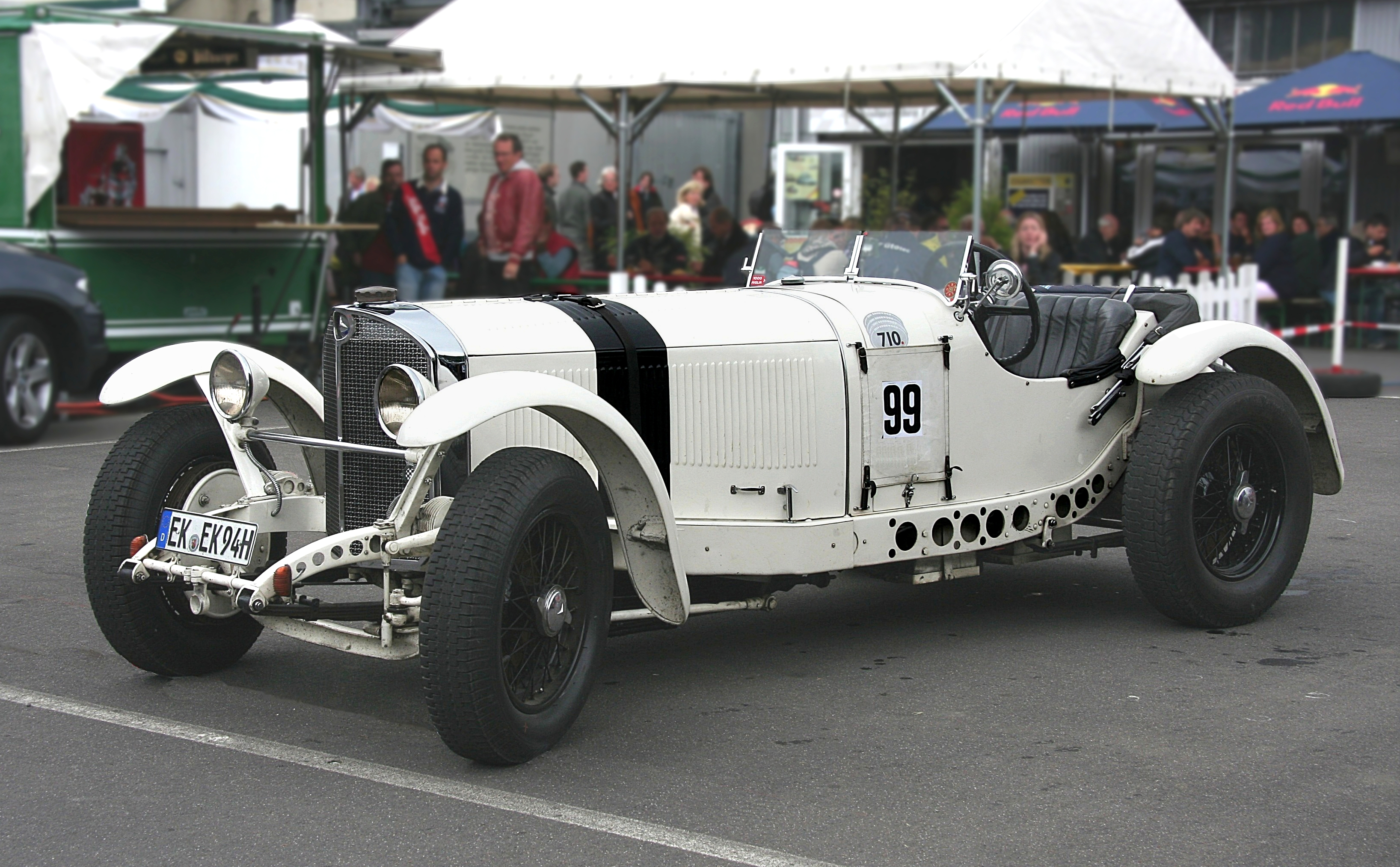
Mercedes-Benz SSKL 1931

1924 slog sig en rad nationella motorklubbarna samman och bildade Association Internationale des Automobile Clubs Reconnus, vars underavdelning Commission Sportive Internationale (CSI) reglerade Grand Prix racing och andra former av internationell racing. Till säsongen 1925 införde CSI en strikt formel för Grand Prix racing, baserat på motorstorlek och vikt. Till 1928 försökte CSI införa en 750 kg-formel, men denna accepterades inte av tillverkare och tävlingsorganisatörer. I dess ställe kom Formel Libre, utan begränsningar för motorstorlek. Under 1928 fanns en viktbegränsning som sade att bilarna skulle väga mellan 550 och 750 kg. Säsongen 1929 höjdes minimivikten till 900 kg.
Några av de bilar som tävlade under Formel Libre-eran var:
- Alfa Romeo P3
- Bugatti Type 54
- Maserati Tipo V4
- Mercedes-Benz SSKL

Inför säsongen 1934 lyckades CSI slutligen driva igenom en 750 kg-formel och då motorstorleken åter lämnades obegränsad banade man vägen för de tyska silverpilarna.

## Formel Libre efter andra världskriget
Begreppet Formel Libre används ofta vid enskilda tävlingar eller hela racingserier där tävlingsbilar från skilda klasser möts. 
- Formel Libre är en populär klass i historisk racing.
- Formel Libre är även en racingserie i Sydafrika.[2]